# Somberek
Somberek (deutsch Schomberg,kroatisch Šumberak) ist eine ungarische Gemeinde im Kreis Mohács im Komitat Baranya.

## Geografische Lage
Somberek liegt 33 Kilometer östlich des Komitatssitzes Pécs, 10 Kilometer nördlich der Kreisstadt Mohács und 6 Kilometer vom rechten Ufer der Donau entfernt. Nachbargemeinden sind Palotabozsok, Dunaszekcső, Bár und Görcsönydoboka.

## Geschichte
Die erste schriftliche Erwähnung stammt aus dem Jahr 1382. Im Laufe der Geschichte wurde die Siedlung mehrmals zerstört. 
Anfang des 18. Jahrhunderts wurden nach dem Ende der Türkenherrschaft Serben und Deutsche angesiedelt. Der Großteil des damaligen slawischen Bevölkerungsteils zog nach 1920 in das Königreich der Serben, Kroaten und Slowenen. Viele Deutsche wurden nach dem Zweiten Weltkrieg vertrieben. Statt der Vertriebenen kamen Sekler aus der Bukowina und Oberungarn aus der Umgebung von Pressburg.
Die Gegend um Somberek nennt man auch die „Schwäbische Türkei“, weil hier viele „schwäbische“ Dörfer entstanden sind. Es leben nach der ungarischen Volksbefragung von 2011 knapp 41 % Ungarndeutsche im Ort.
Auf Deutsch lautet der Name des Dorfes Schomberg. Im Kroatischen sind zwei Formen bekannt: Die Kroaten von Mohács nannten die Siedlung Šumberak, die Kroaten von Vaskút Šumbrig.

## Gemeindepartnerschaften
- Dossenheim, Deutschland
- Jelka, Slowakei
- Langenau, Deutschland
- Siculeni, Rumänien
- Mühlwald (Selva dei Molini), Italien
- Sinabelkirchen, Österreich

## Sehenswürdigkeiten
- Heinrich-Heine-Statue, erschaffen 1979 von Tibor Vilt
- Marienstatue aus dem Jahr 1908
- Nepomuki-Szent-János-Statue aus dem Jahr 1783
- 1956er-Denkmal
- Römisch-katholische Kirche Szűz Mária Szent neve, erbaut 1785
- Römisch-katholische Kapelle  Szent Kereszt , erbaut 1829, auf dem Friedhof
- Serbisch-orthodoxe Kirche Szent György, erbaut 1700–1710
- Schloss Sauska (ca. 1780)
- Bálint-Pintz-Statue, erschaffen von István Vanyur
- Szent-Flórián-Statue
- Weltkriegsdenkmal

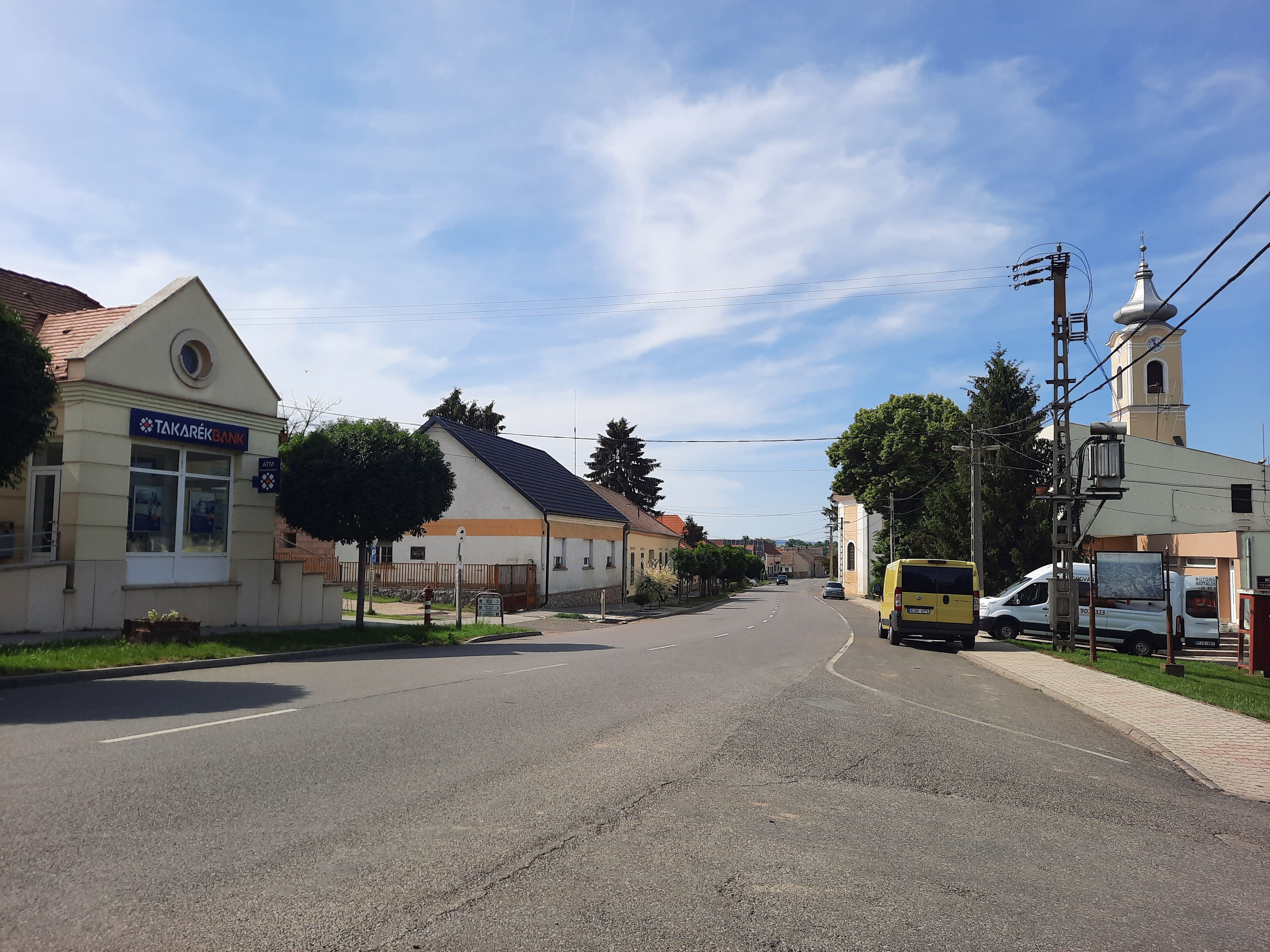
Ortsmitte
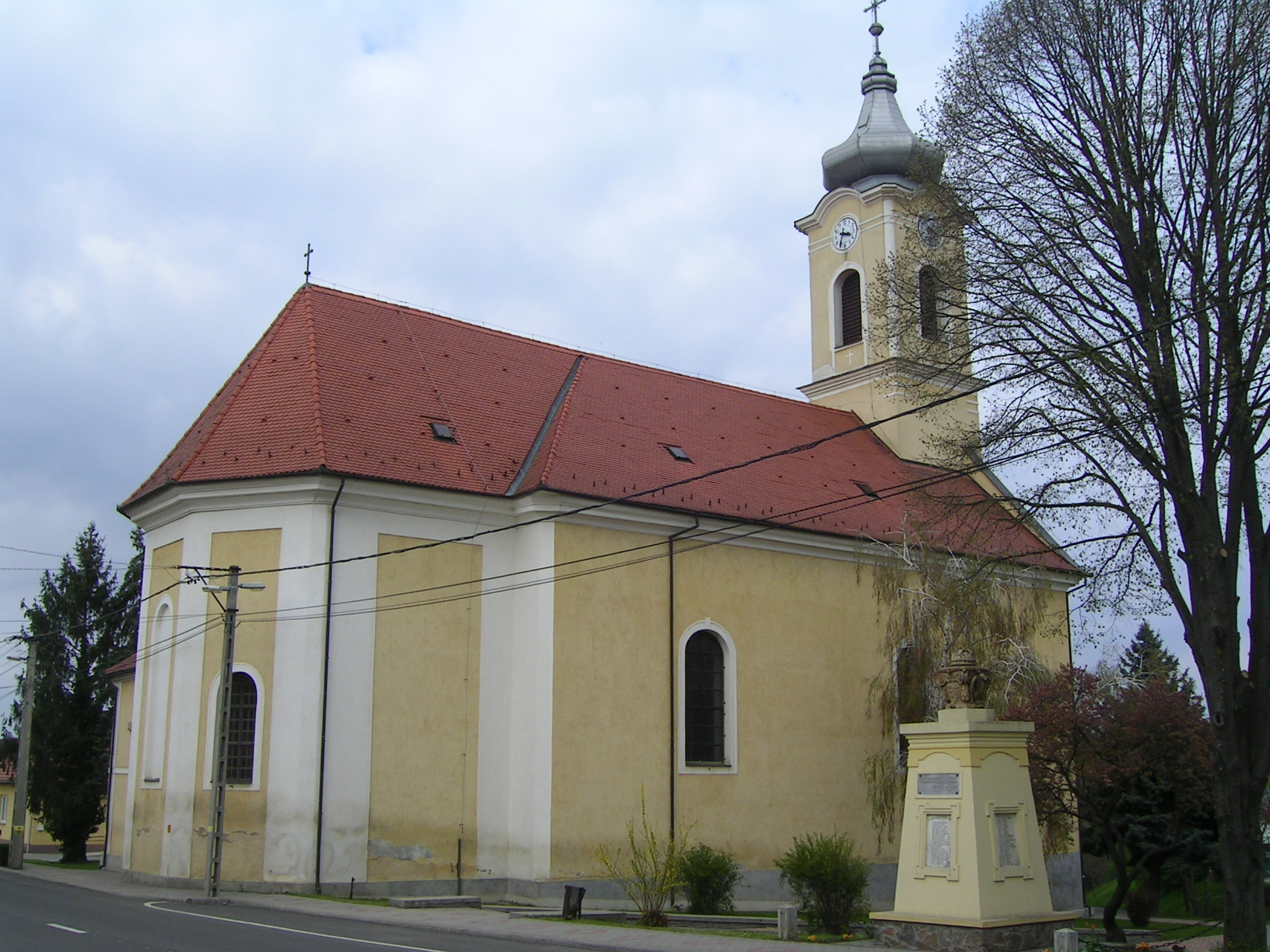
Röm.-kath. Kirche Szűz Mária Szent neve
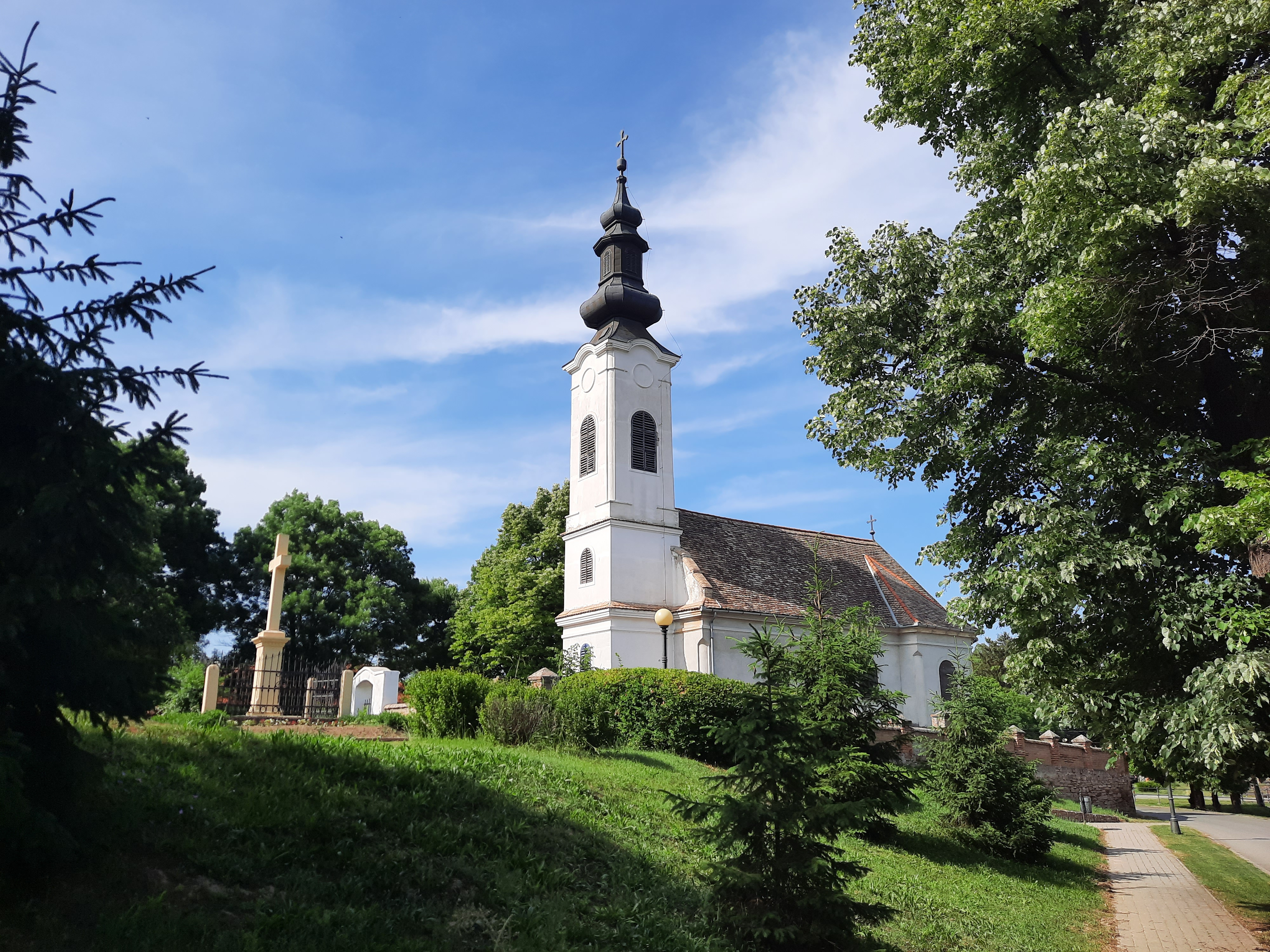
Serbisch-orthodoxe Kirche Szent György
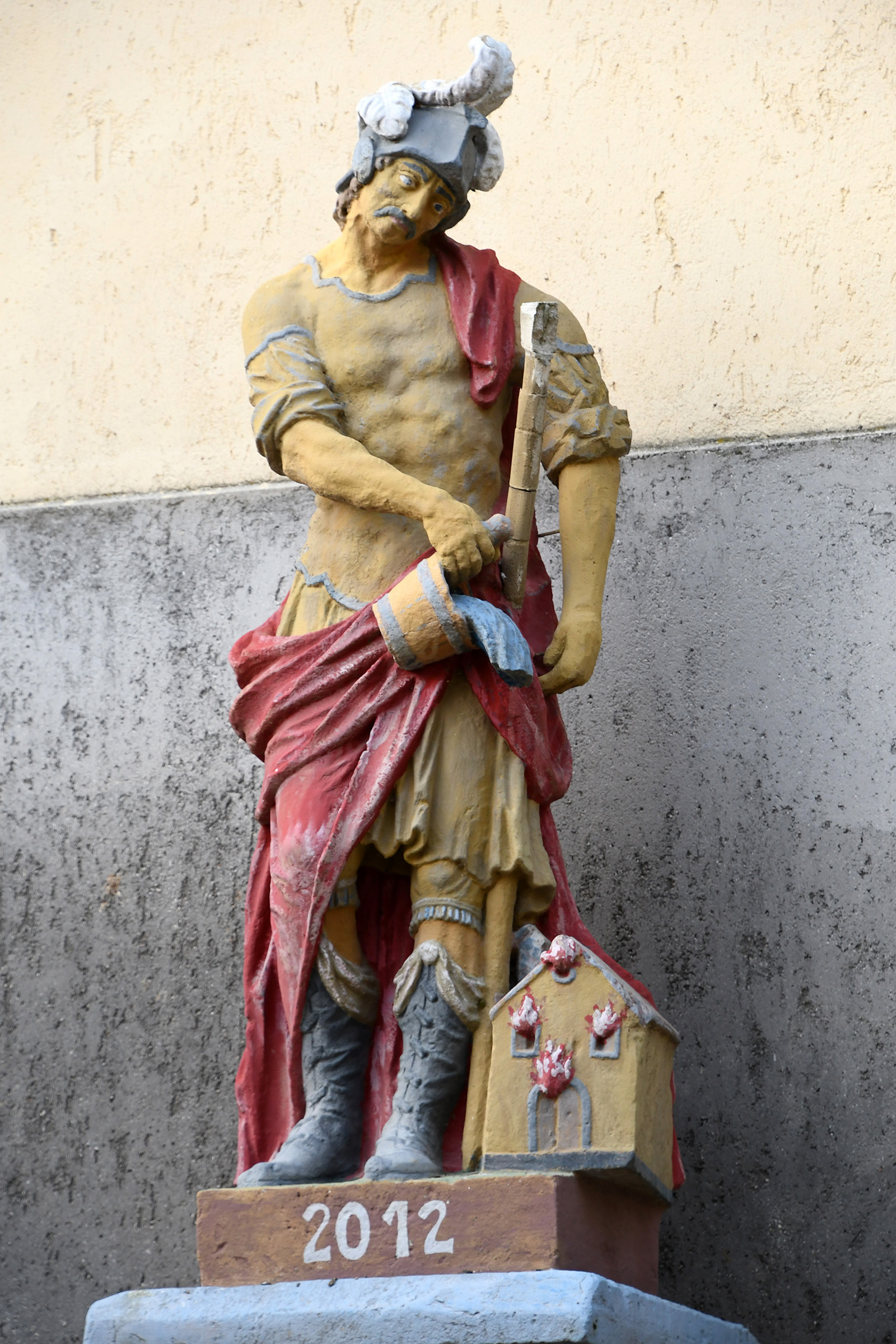
Szent-Flórián-Statue
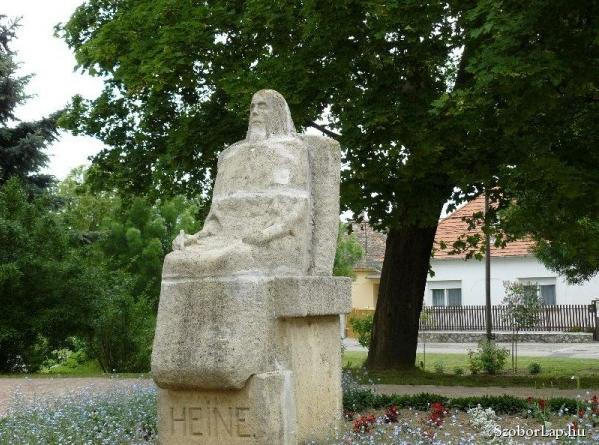
Heinrich-Heine-Statue

## Verkehr
Durch Somberek verläuft die Landstraße Nr. 5606, fünf Kilometer westlich des Ortes die Autobahn M6. Es bestehen Busverbindungen nach Görcsönydoboka, nach Mohács, sowie über Véménd nach Feked. Der nächstgelegene Bahnhof befindet sich in Mohács.